# Burgh (Suffolk)
Pour les articles homonymes, voir Burgh.
Burgh est un village et une paroisse civile du Suffolk, en Angleterre.